# Niamh
Niamh je ženské křestní jméno gaelského původu. Vykládá se jako zářící, lustr, jasnost. Dcera mořského boha Manannana byla známa jako "Niamh zlatých vlasů", tato krásná princezna jezdí na bílém koni. Zamilovala se do Fionnova syna Oisína [čti: Ošín] a žila v zemi Tir-na-nOg (Země mladých). Vyslovuje se jako "níav" či "nív"

## Známé nositelky
- Niamh Cusack, irská herečka
- Niamh Kavanagh, irská zpěvačka
- Niamh O'Brien, irská tanečnice
- Niamh Parsons, irská zpěvačka
- Nia Roberts, britská herečka